# 1996-os labdarúgó-Európa-bajnokság (selejtező – 2. csoport)
Az 1996-os labdarúgó-Európa-bajnokság selejtezőjének 2. csoportjának mérkőzéseit tartalmazó lapja. A csoportban Spanyolország, Dánia, Belgium, Örményország, Macedónia és Ciprus szerepelt. A csapatok körmérkőzéses, oda-visszavágós rendszerben játszottak egymással.
Spanyolország és Dánia kijutott az 1996-os labdarúgó-Európa-bajnokságra.

## Tabella
| Hely. | Csapat        | M  | Gy | D | V | G+ | G– | Gk  | P  | Továbbjutás                            |     | Spanyolország | Dánia | Belgium | Észak-Macedónia | Ciprusi Köztársaság | Örményország |
| ----- | ------------- | -- | -- | - | - | -- | -- | --- | -- | -------------------------------------- | --- | ------------- | ----- | ------- | --------------- | ------------------- | ------------ |
| 1.    | Spanyolország | 10 | 8  | 2 | 0 | 25 | 4  | +21 | 18 | Kijutott az 1996-os Európa-bajnokságra |     | —             | 3–0   | 1–1     | 3–0             | 6–0                 | 1–0          |
| 2.    | Dánia         | 10 | 6  | 3 | 1 | 19 | 9  | +10 | 15 | Kijutott az 1996-os Európa-bajnokságra |     | 1–1           | —     | 3–1     | 1–0             | 4–0                 | 3–1          |
| 3.    | Belgium       | 10 | 4  | 3 | 3 | 17 | 13 | +4  | 11 |                                        |     | 1–4           | 1–3   | —       | 1–1             | 2–0                 | 2–0          |
| 4.    | Macedonia     | 10 | 1  | 4 | 5 | 9  | 18 | −9  | 6  |                                        | 0–2 | 1–1           | 0–5   | —       | 3–0             | 1–2                 |              |
| 5.    | Ciprus        | 10 | 1  | 4 | 5 | 6  | 20 | −14 | 6  |                                        | 1–2 | 1–1           | 1–1   | 1–1     | —               | 2–0                 |              |
| 6.    | Örményország  | 10 | 1  | 2 | 7 | 5  | 17 | −12 | 4  |                                        | 0–2 | 0–2           | 0–2   | 2–2     | 0–0             | —                   |              |

1. 1 2  Egymás elleni pontszám: Macedónia 4, Ciprus 1.

## Mérkőzések
Az időpontok helyi idő szerint értendők.
| 1994. szeptember 7. 18:00 |

| Macedónia       | 1–1               | Dánia       |
| --------------- | ----------------- | ----------- |
| Sztojkovszki 4' | (1–0) Jegyzőkönyv | Povlsen 87' |

| Gradski Stadion, Szkopje Nézőszám: 22 000 Játékvezető: Mario van der Ende (holland) |

| 1994. szeptember 7. 20:00 |

| Ciprus       | 1–2               | Spanyolország                        |
| ------------ | ----------------- | ------------------------------------ |
| Sotiriou 36' | (1–2) Jegyzőkönyv | Higuera 17' Charalambous 25' (öngól) |

| Tsirion Stadium, Limassol Nézőszám: 5024 Játékvezető: Marc Batta (francia) |

| 1994. szeptember 7. 20:15 |

| Belgium                          | 2–0               | Örményország |
| -------------------------------- | ----------------- | ------------ |
| Krbashyan 3' (öngól) Degryse 73' | (1–0) Jegyzőkönyv |              |

| Constant Vanden Stock Stadium, Brüsszel Nézőszám: 6140 Játékvezető: John Ferry (északír) |

| 1994. október 8. 20:00 |

| Örményország | 0–0         | Ciprus |
| ------------ | ----------- | ------ |
|              | Jegyzőkönyv |        |

| Hrazdan Stadium, Jereván Nézőszám: 3600 Játékvezető: Zbigniew Przesmycki (lengyel) |

| 1994. október 12. 19:00 |

| Macedónia | 0–2               | Spanyolország   |
| --------- | ----------------- | --------------- |
|           | (0–2) Jegyzőkönyv | Salinas 15' 24' |

| Gradski Stadion, Szkopje Nézőszám: 21 000 Játékvezető: Gerd Grabher (osztrák) |

| 1994. október 12. 19:15 |

| Dánia                              | 3–1               | Belgium     |
| ---------------------------------- | ----------------- | ----------- |
| Vilfort 35' Jensen 70' Strudal 86' | (1–1) Jegyzőkönyv | Degryse 30' |

| Parken Stadion, Koppenhága Nézőszám: 40 075 Játékvezető: Pierluigi Pairetto (olasz) |

| 1994. november 16. 18:30 |

| Ciprus                      | 2–0               | Örményország |
| --------------------------- | ----------------- | ------------ |
| Sotiriou 6' Fasouliotis 85' | (1–0) Jegyzőkönyv |              |

| Tsirion Stadium, Limassol Nézőszám: 3254 Játékvezető: Gerald Ashby (angol) |

| 1994. november 16. 20:15 |

| Belgium      | 1–1               | Macedónia     |
| ------------ | ----------------- | ------------- |
| Verheyen 31' | (1–0) Jegyzőkönyv | Boškovski 50' |

| Constant Vanden Stock Stadium, Brüsszel Nézőszám: 5839 Játékvezető: Sergei Khusainov (orosz) |

| 1994. november 16. 21:30 |

| Spanyolország                         | 3–0               | Dánia |
| ------------------------------------- | ----------------- | ----- |
| Nadal 41' Donato 56' Luis Enrique 87' | (1–0) Jegyzőkönyv |       |

| Estadio Ramón Sánchez Pizjuán, Sevilla Nézőszám: 26 428 Játékvezető: Jim McCluskey (skót) |

| 1994. december 17. 20:30 |

| Belgium    | 1–4               | Spanyolország                                      |
| ---------- | ----------------- | -------------------------------------------------- |
| Degryse 6' | (1–1) Jegyzőkönyv | Hierro 28' Donato 56' Salinas 68' Luis Enrique 89' |

| Constant Vanden Stock Stadium, Brüsszel Nézőszám: 15 074 Játékvezető: Ahmet Çakar (török) |

| 1994. december 17. 17:30 |

| Macedónia              | 3–0               | Ciprus |
| ---------------------- | ----------------- | ------ |
| B.Đurovski 14' 25' 90' | (2–0) Jegyzőkönyv |        |

| Gradski Stadion, Szkopje Nézőszám: 16 000 Játékvezető: Hartmut Strampe (német) |

| 1995. március 29. 20:00 |

| Ciprus           | 1–1               | Dánia         |
| ---------------- | ----------------- | ------------- |
| Agathokleous 45' | (1–1) Jegyzőkönyv | Schjønberg 3' |

| Tsirion Stadium, Limassol Nézőszám: 7261 Játékvezető: Brendan Shorte (ír) |

| 1995. március 29. 21:30 |

| Spanyolország | 1–1               | Belgium     |
| ------------- | ----------------- | ----------- |
| Guerrero 25'  | (1–1) Jegyzőkönyv | Degryse 27' |

| Estadio Ramón Sánchez Pizjuán, Sevilla Nézőszám: 28 000 Játékvezető: Rémi Harrel (francia) |

| 1995. április 26. 18:30 |

| Örményország | 0–2               | Spanyolország               |
| ------------ | ----------------- | --------------------------- |
|              | (0–0) Jegyzőkönyv | Amavisca 48' Goikoetxea 62' |

| Hrazdan Stadium, Jereván Nézőszám: 35 000 Játékvezető: Adrian Porumboiu (román) |

| 1995. április 26. 19:15 |

| Dánia         | 1–0               | Macedónia |
| ------------- | ----------------- | --------- |
| P.Nielsen 71' | (0–0) Jegyzőkönyv |           |

| Parken Stadion, Koppenhága Nézőszám: 38 888 Játékvezető: Karol Ihring (szlovák) |

| 1995. április 26. 20:15 |

| Belgium                      | 2–0               | Ciprus |
| ---------------------------- | ----------------- | ------ |
| Karagiannis 20' Schepens 46' | (1–0) Jegyzőkönyv |        |

| Constant Vanden Stock Stadium, Brüsszel Nézőszám: 17 703 Játékvezető: David Elleray (angol) |

| 1995. május 10. 20:00 |

| Örményország                  | 2–2               | Macedónia                 |
| ----------------------------- | ----------------- | ------------------------- |
| Grigoryan 21' Shahgeldyan 49' | (1–0) Jegyzőkönyv | Hristov 59' Markovski 70' |

| Hrazdan Stadium, Jereván Nézőszám: 5000 Játékvezető: Christer Fällström (svéd) |

| 1995. június 7. 19:15 |

| Dánia                                         | 4–0               | Ciprus |
| --------------------------------------------- | ----------------- | ------ |
| Vilfort 45' 51' B. Laudrup 59' M. Laudrup 75' | (1–0) Jegyzőkönyv |        |

| Parken Stadion, Koppenhága Nézőszám: 40 199 Játékvezető: Werner Müller (svájci) |

| 1995. június 7. 20:00 |

| Macedónia | 0–5               | Belgium                                          |
| --------- | ----------------- | ------------------------------------------------ |
|           | (0–4) Jegyzőkönyv | Grün 14' Scifo 18' 58' Schepens 28' Versavel 43' |

| Gradski Stadion, Szkopje Nézőszám: 532 Játékvezető: Ryszard Wójcik (lengyel) |

| 1995. június 7. 21:30 |

| Spanyolország         | 1–0               | Örményország |
| --------------------- | ----------------- | ------------ |
| Hierro 63' (11-esből) | (0–0) Jegyzőkönyv |              |

| Estadio Benito Villamarín, Sevilla Nézőszám: 12 000 Játékvezető: Roger Philippi (luxemburgi) |

| 1995. augusztus 16. 20:00 |

| Örményország | 0–2               | Dánia                        |
| ------------ | ----------------- | ---------------------------- |
|              | (0–1) Jegyzőkönyv | M. Laudrup 33' A.Nielsen 46' |

| Hrazdan Stadium, Jereván Nézőszám: 22 000 Játékvezető: Georg Dardenne (német) |

| 1995. szeptember 6. 20:00 |

| Macedónia     | 1–2               | Örményország                  |
| ------------- | ----------------- | ----------------------------- |
| Micevszki 56' | (0–0) Jegyzőkönyv | Grigoryan 61' Shahgeldyan 78' |

| Gradski Stadion, Szkopje Nézőszám: 0 Játékvezető: Vítor Melo Pereira (portugál) |

| 1995. szeptember 6. 20:15 |

| Belgium  | 1–3               | Dánia                               |
| -------- | ----------------- | ----------------------------------- |
| Grün 25' | (1–2) Jegyzőkönyv | M. Laudrup 19' Beck 21' Vilfort 65' |

| Baldvin király Stadion, Brüsszel Nézőszám: 39 627 Játékvezető: Vadim Zhuk (fehérorosz) |

| 1995. szeptember 6. 21:30 |

| Spanyolország                                                  | 6–0               | Ciprus |
| -------------------------------------------------------------- | ----------------- | ------ |
| Guerrero 44' Alfonso 49' Pizzi 75' 79' Hierro 78' Caminero 83' | (1–0) Jegyzőkönyv |        |

| Estadio Nuevo Los Cármenes, Granada Nézőszám: 16 150 Játékvezető: Dick Jol (holland) |

| 1995. október 7. 20:00 |

| Örményország | 0–2               | Belgium       |
| ------------ | ----------------- | ------------- |
|              | (0–2) Jegyzőkönyv | Nilis 28' 38' |

| Hrazdan Stadium, Jereván Nézőszám: 8000 Játékvezető: Mitko Mitrev (bolgár) |

| 1995. október 11. 19:00 |

| Ciprus           | 1–1               | Macedónia        |
| ---------------- | ----------------- | ---------------- |
| Agathokleous 90' | (0–1) Jegyzőkönyv | B.Jovanovski 34' |

| Tsirion Stadium, Limassol Nézőszám: 4513 Játékvezető: Leslie Irvine (északír) |

| 1995. október 11. 19:15 |

| Dánia       | 1–1               | Spanyolország         |
| ----------- | ----------------- | --------------------- |
| Vilfort 47' | (0–1) Jegyzőkönyv | Hierro 18' (11-esből) |

| Parken Stadion, Koppenhága Nézőszám: 40 262 Játékvezető: Václav Krondl (cseh) |

| 1995. november 15. 19:00 |

| Ciprus           | 1–1               | Belgium      |
| ---------------- | ----------------- | ------------ |
| Agathokleous 20' | (1–0) Jegyzőkönyv | De Bilde 65' |

| Tsirion Stadium, Limassol Nézőszám: 2021 Játékvezető: Graziano Cesari (olasz) |

| 1995. november 15. 19:15 |

| Dánia                                  | 3–1               | Örményország  |
| -------------------------------------- | ----------------- | ------------- |
| Schjønberg 20' Beck 35' M. Laudrup 58' | (2–0) Jegyzőkönyv | Petrosyan 46' |

| Parken Stadion, Koppenhága Nézőszám: 40 208 Játékvezető: Gilles Veissière (francia) |

| 1995. november 15. 21:30 |

| Spanyolország                     | 3–0               | Macedónia |
| --------------------------------- | ----------------- | --------- |
| Kiko 9' Manjarin 28' Caminero 78' | (2–0) Jegyzőkönyv |           |

| Estadio Martínez Valero, Elche Nézőszám: 21 350 Játékvezető: Edgar Steinborn (német) |